# Размножаване
Размножаването е биологичен процес, чрез който организмите се възпроизвеждат, създавайки нови индивиди. То е основна отличителна черта на всички познати живи организми – всеки индивид е резултат на размножаване на предшественик. Материалистичното схващане за произхода и разнообразието на живата природа се основава на еволюционното учение. Според него съвременните организми са възникнали постепенно в продължение на милиони години и са във взаимодействие с околната среда. Важна роля в този процес играе размножаването, което е основно свойство, характерна особеност на живите организми, чрез което се постига непрекъснатостта на живота. Животът на Земята продължава да съществува благодарение на свойството на организмите да се размножават. Дори и най-нисшите форми на живот – вирусите, които не притежават нито едно от другите свойства на живите организми, са способни да се възпроизвеждат. Процесите на размножаването при различните организми е изключително разнообразен. Най-общата класификация се основава на безполово и полово размножаване.
При безполовото размножаване даден индивид може да създаде потомство без участието на друг индивид от същия вид. В този случай генетичните изменения в отделните поколения настъпват само вследствие на мутации, което прави индивидите много сходни един на друг, а популацията на вида – уязвима за промени в средата. При половото размножаване се комбинира генетичен материал от двамата родители и потомството е по-разнородно, а популацията става по-адаптивна. Освен това половото размножаване обикновено е свързано с възникването на етап от жизнения цикъл (семена, спори, яйца и други), през който организмите са по-устойчиви към външни въздействия.
Пример за безполово размножаване е простото деление на бактериалните клетки, докато половото размножаване е характерно за повечето гръбначни животни. Много организми (листни въшки, актинии, някои плесени и морски звезди, много растения) могат да се размножават както полово, така и безполово. При благоприятни условия безполовото размножаване дава възможност за по-бързо нарастване на популацията. При влошаване на околната среда тези организми преминават към полово размножаване, създавайки по-разнородно потомство с по-добри възможности за приспособяване.

## Безполово размножаване
При безполовото размножаване даден индивид може да се възпроизведе и размножи без намесата на друг индивид от същия вид. Деленето на бактериалната клетка на две дъщерни клетки е пример за безполово размножаване, въпреки че безполовото размножаване не се ограничава само до едноклетъчните организми. Прието е родителят да се нарича „майчин организъм“ (например повечето растения имат способността да се размножават безполово).
Безполовото размножаване е биологичният процес, чрез който един организъм създава генетично подобно или еднакво/идентично на себе си копие без принос на генетичния материал от друг индивид. Бактериите се делят безполово чрез двоично разцепване; вирусите вземат под контрол клетки на домакин, за да създават повече вируси; хидрите (безгръбначни от рода на Хидроидеа) са способни да се размножат чрез пъпкуване. Тези организми нямат различни полове и те са способни на „разделяне“ на два или повече индивиди. Безполовите видове на някои, като хидра и медуза, също могат да се размножат сексуално. Например, повечето растения са способни на растителна репродукция без семена или спори, но могат и добре да се размножават полово. Подобно на това, бактериите могат да разменят генетична информация чрез конюгация — сливане на клетки. Другите начини на безполовото размножаване включват образуване на фрагментация и спори, което включва само митозата.

### Размножаване чрез деление

#### Митоза и мейоза
Митоза и мейоза са вътрешна, интегрална част на клетъчно делене. Митозата се случва в телесни клетки, докато мейоза се случва в гаметите.
Резултатът като брой клетки от митозата е два броя оригинални клетки. Числото хромозоми в клетките на дъщерните клетки са същите, като тези на родителската клетка. Митозата продължава около 2,5 часа. Основната биологична същност на този процес е разпределянето на хромозомите равномерно в двете дъщерни клетки. Условно процесът се разделя на пет фази:
1. Интерфаза (подготвителна) – удвояване на хроматин и подготвяне на клетката за делене.
2. Профаза — разкъсване на ядрената обвивка и обособяване на хромозомите.
3. Метафаза — удвояване на хромозомите от 46 на 92.
4. Анафаза — започва разделянето на клетките към всеки от краищата се насочват по 46 хромозома.
5. Телофаза — изчезва делителното вретено и около двете групи хромозоми се образуват ядрени обвивки.

Най-важните явления, които се извършват с майчината клетка през профаза са две – превръщането на интерфазните хромозоми в митотични и оформяне на делителното вретено. Хромозомите се спирализират и нагъват като силно се скъсяват и удебеляват, превръщайки се в компактни частици. Те са с удвоено съдържание на ДНК и всяка хромозома се състои от два хроматида, свързани чрез центромер. Хромозомите не могат да се движат активно. Тяхното придвижване в клетката се осъществява посредством делителното вретено. То се образува в цитоплазма. от белтъчни нишки, свързващи двата полюса на клетката. В края на профазата ядрото и ядрената мембрана постепенно се разпадат. За разлика от митозата при мейозата клетките, получени като краен резултат от деленето, съдържат в себе си само 1\2 от броя на хромозомите в майчината клетка.

### Вегетативно размножаване
Вегетативното размножаване е процес при растенията. При него служат само корените, стълбовете, листата и части от тях, които могат да възстановят цялото растение. То е начин за безполово размножаване на растенията, при което отделна част от тях се развива и дава самостоятелен организъм.

### Пъпкуване
Пъпкуването е вид безполово размножаване, същността на което се изразява в образуване на подутини върху повърхността на майчиния организъм. В тези подутини започва бързо размножаване, диференциране и растеж на клетки и се обособяват дъщерните индивиди. Това е ефективна форма на размножаване, при която възпроизвеждане на потомство се осъществява за кратко време. Примери за тази форма на размножаване можем да дадем с хидри, торбести гъби и дрожди,

### Соматична ембриогенеза
Соматичната ембриогенеза (от гръцки: сома – „тяло“, ембрион – „зародиш“ и генезис – „възникване“) е вид безполово размножаване, при което новият индивид води началото си от една или група клетки на родителската форма. Пример за подобно размножаване са морските звезди и червеи. Или още наричан накъсване на тялото.

### Партеногенеза
Партеногенезата (от гръцки: παρθενος — „девствен“ и γενεσις — „раждане“) е тип размножаване, характеризиращо се с развитие на животински или растителен зародиш без процес на оплождане. Осъществява се от женските индивиди при отсъствие на мъжки. Новородените, които са хаплоидни, могат да бъдат и от двата пола. В природата партеногенетичното размножаване се среща при някои нисши растения (нарича се агамоспермия), някои безгръбначни животни (водни бълхи, мравки, пчели), както и при редица гръбначни животни (гущери, змии, някои риби, пуйки). Този тип размножаване често се използва от някои видове като алтернатива при колонизирането на изолирани хабитати, например единични острови в океана, когато женските от определен вид могат да се окажат без копулационни партньори.
Редуването на партеногенетично с полово поколение се нарича хетерогамия. Тя може да бъде и редуване на два различни вида полово поколение, но се различава от метагенезата, при която се редуват полово с безполово поколение.
Специфичен тип партеногенетично размножаване е гиногенезата. При нея женските индивиди могат да се размножават само партеногенетично, като всички новородени също са женски. Копулация може да се осъществи с мъжки от близки видове, но тя не води до оплождане, а само в редки случаи се явява като стимулатор на нов цикъл на партеногенеза. Пример за гиногенеза е размножаването при саламандрите от род Ambystoma.

## Полово размножаване
Половото размножаване изисква участието на два индивида, обикновено по един от двата различни пола. Размножаването при хората е пример за полово размножаване. Като цяло, по-сложните организми се размножават полово, а по-простите, обикновено едноклетъчни – безполово.
Полово размножаване е биологичен процес, чрез който организмите създават потомци, които имат комбинация на генетичния материал предоставена от два (обикновено) различни членове на вида. Всеки от двата родителски организма предоставя половината на генетичния си материал на потомството като създава хаплоидни гамети. Повечето организми оформят два различни вида гамети. В тези анизогамни видове, двата пола са споменати като мъжки (създавайки сперматозоидите или микроспорите) и женски (произвеждайки яйцеклетката или мегаспорите). В изогамните видове гаметите са подобни или еднакви във формата, но може да има разделими качества и тогава може да им бъдат дадени различни имена. Например, зеленото водорасло, Chlamydomonas reinhardtii, има така наречени „положителни“ и „отрицателени“ гамети. Някои видове на организми, като цилиадите, имат повече от два вида на гамети.

### Хермафродитизъм
Хермафродитни видове са тези, които имат и женски и мъжки полови клетки. Такива видове се срещат при по-нисшите животни и при някои хора (възприема се като отклонение от нормалното развитие на индивида).

### Размножаване на разнополови организми

#### Гаметогенеза и оплождане
Половият процес има две страни:
1. Гаметогенеза — образуване на зрели специализирани полови клетки с намален наполовина или хаплоиден хромозомен набор (n).
2. Оплождане – сливане на ядрата на зрелите полови клетки, при което се образува зигота и се възстановява диплоидният хромозомен набор (2n).

### Смяна на поколенията
Някои животни, които се размножават безполово, могат да се размножават и полово (някои мешести, плоски червеи и членестоноги).